# Memoirs of the Author of A Vindication of the Rights of Woman

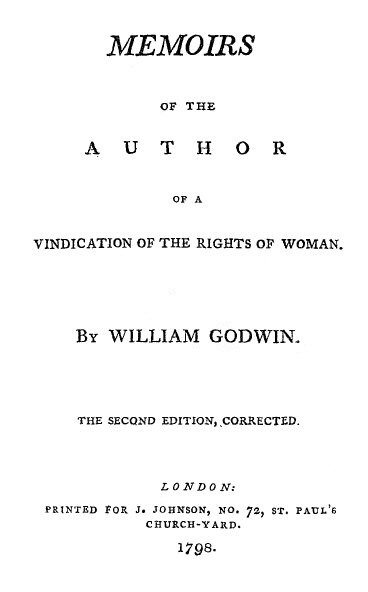
Titelseite der zweiten, überarbeiteten Ausgabe von Memoirs

Memoirs of the Author of A Vindication of the Rights of Woman (1798) ist die von William Godwin verfasste Biografie über das Leben seiner Frau Mary Wollstonecraft, die mit A vindication of the rights of woman (Verteidigung der Rechte der Frau, erschienen 1792) ein grundlegendes Werk der Frauenbewegung verfasst hatte.
William Godwin sah es als seine Pflicht an, nach dem Tod von Mary Wollstonecraft ihre noch nicht beendeten Schriften zu bearbeiten und für eine Veröffentlichung vorzubereiten. Eine Woche nach ihrer Veröffentlichung begann er damit und begann gleichzeitig an einer Biografie zu schreiben. Nach etwa vier Monaten war beides fertig. Nach Ansicht des Literaturwissenschaftlers William St Clair war Mary Wollstonecraft und ihre grundlegende Schrift so bekannt in England, dass William Godwin ihren Namen nicht im Titel ihrer Biografie erwähnen musste.
Die im Januar 1798 erschienene Biografie spiegelt die Trauer William Godwins über den Tod seiner Frau wider und ist gleichzeitig ungewöhnlich offen für seine Zeit. Er wollte sie als freien, selbständigen und unkonventionellen Menschen schildern und nannte in dem Buch offenherzig zahlreiche Details aus dem Leben von Mary Wollstonecraft. Nicht nur ihre obsessive Leidenschaft für den verheirateten Maler Johann Heinrich Füssli war darin beschrieben, sondern auch, dass Fanny Imlay ein außereheliches Kind war, dass Mary Wollstonecraft zweimal versuchte, sich das Leben zu nehmen, dass sie mit Mary Godwin schwanger war, bevor sie William Godwin heiratete und dass sie noch auf ihrem Todeslager jeglichen religiösen Beistand abgelehnt hatte. Nach Ansicht der Literaturwissenschaftlerin zelebriert William Godwin gleichsam die wiederholten Selbstmordversuche seiner Frau als Zeichen ihrer hohen Empfindsamkeit. Im Vorwort schreibt William Godwin:

“I cannot easily prevail on myself to doubt, that the more fully we are presented with the picture and story of such persons as the subject of the following narrative, the more generally shall we feel in ourselves an attachment to their fate and a sympathy in their excellencies.”

„Ich zweifele nicht daran, dass je mehr wir die Details und Einzelheiten aus dem Leben einer Person wissen, desto mehr fühlen wir uns ihrem Schicksal verpflichtet und erfassen ihre Ungewöhnlichkeit.“

Der Verleger und Freund von Mary Wollstonecraft, Joseph Johnson, riet William Godwin davon ab, so detailliert ihr Leben darzustellen. William Godwin lehnte das jedoch ab. Das Buch erregte bei seinem Erscheinen großes Aufsehen und wurde so stark kritisiert, dass William Godwin gezwungen war, die zweite Ausgabe, die noch im August des Erscheinungsjahres aufgelegt wurde, zu überarbeiten.
Das Buch schädigte das Ansehen von Mary Wollstonecraft für Generationen. Die konservative britische Presse nannte auf Grundlage dieses Buches Mary Wollstonecraft wegen ihrer Beziehung zu Gilbert Imlay, aus der die uneheliche Tochter Fanny Imlay hervorging, eine „Konkubine“ und „ausgehaltene Geliebte“. Eltern wurden davor gewarnt, ihre Kinder nach den von Mary Wollstonecraft geforderten Prinzipien zu erziehen. Mary Wollstonecrafts Schwestern, die in Irland ein kleines Internat führten, verloren Schüler auf Grund der Veröffentlichung. Mary Shelley, jüngste Tochter von Mary Wollstonecraft, berief sich später auf den unkonventionellen Lebensweg ihrer Mutter, als sie gegen den Willen ihres Vaters eine Liaison mit Percy B. Shelley einging.